# Monte San Biagio
Monte San Biagio é uma comuna italiana da região do Lácio, província de Latina, com cerca de 5.991 habitantes. Estende-se por uma área de 66 km², tendo uma densidade populacional de 91 hab/km². Faz fronteira com Amaseno (FR), Fondi, Sonnino, Terracina, Vallecorsa (FR).

## Demografia
| Variação demográfica do município entre 1861 e 2011                               |
|                                                                                   |
| Fonte: Istituto Nazionale di Statistica (ISTAT) - Elaboração gráfica da Wikipedia |